# Victor Bernier
Pour les articles homonymes, voir Victor Bernier (pilote) et Bernier.
Victor Bernier, né à Cholet (Maine-et-Loire) le 1er mars 1868 et mort à Angers (Maine-et-Loire) le 24 février 1952, est un pharmacien, maire d'Angers et président du conseil général de Maine-et-Loire.

## Biographie
Victor Auguste Bernier est le fils de Pierre Victor Bernier et d'Augustine Fortin. Élève au lycée David-d'Angers à Angers, il poursuit des études supérieures à la Faculté de pharmacie et obtient son diplôme à Paris. Il s'installe pharmacien à Angers.
Il s'intéresse par ailleurs aux affaires municipales. En 1912, il devient adjoint du maire par intérim, Louis Barot, jusqu'en 1914. Il devient maire par intérim du 4 mai 1917 jusqu'au 30 novembre 1919, après l'abandon du maire par intérim, Alphonse Blanc, qui remplace le maire, Louis Baron, mobilisé par la guerre en 1914. Le 30 novembre 1919, il est élu maire d'Angers et devient conseiller général en 1920. En 1925, lors des élections municipales, il est battu à la tête d'une liste de Républicains progressistes par la liste Parti républicain, radical et radical-socialiste conduite par René Levavasseur.
En 1932, il est président du conseil général de Maine-et-Loire. Le 19 mai 1935 il remporte les élections municipales et conserve son mandat jusqu'au 30 mars 1944.
Victor Bernier est le fondateur du comité des fêtes de la ville d'Angers. En 1937, lors de la fête des vins de France, il accueille à Angers le Président de la République, Albert Lebrun.
Le 30 mars 1944, des démêlés avec le régime de Vichy l'empêchent de continuer à siéger à la tête de la municipalité angevine. Lors de la Libération en août 1944, les alliés le replacent comme premier magistrat de la ville,.
En 1945, Victor Bernier ne se représente pas aux élections municipales de mai et abandonne la vie politique pour des raisons de santé. 
Victor Bernier meurt à Angers le 24 février 1952. Il est enterré au cimetière de l'Ouest à Angers.

## Distinctions
Victor Bernier est :
- Chevalier de la Légion d'honneur par décret du 30 octobre 1920, matricule 97 102[6] ;
- Officier de la Légion d'honneur par décret du 28 juillet 1938, matricule 97 102[6] ;
- Officier de l'Instruction publique[7] ;
- chevalier du Mérite agricole[7].

## Hommages
Témoignage du 19 février 2007 par Alain Bernier : « Ramené à la mairie par la foule à la Libération. Mon père montra beaucoup de dignité pendant toute la guerre pour tenter d'éviter des complications continuelles avec les occupants. Le souvenir le plus beau de sa vie fut le jour de la Libération quand il fut ramené à la mairie par la foule qui l'applaudissait. Une anecdote qui marque une époque : quand mon père fut élu conseiller général en 1920, il était le seul à ne pas avoir de nom à particule au sein de l'assemblée départementale. Cela n'a pas empêché qu'il en devienne, par la suite, le président ».